# Хаутала, Ханну
Ха́нну Ю́хана Ха́утала (фин. Hannu Juhana Hautala; 12 мая 1941, Тёуся, Вааса — 20 июля 2023, Куусамо, Северная Финляндия) — финский фотограф-натуралист, награждённый высшей наградой страны для деятелей искусства — медалью Pro Finlandia (2014).

## Биография
Родился 12 мая 1941 года в местечке Тёюся.
В 1958 году продал свою первую фото-серию для периодического издания Vaasa, а в 1968 году вышел его первый альбом «Erämetsän elämää», запечатлевший птиц кукшей и сделавший фотографа популярным в стране.
В 1970 году оставил работу автомеханика и стал профессионально заниматься фотографией. Был награждён государственной премией в области фотографии, а также званием почётного доктора философии. Проживал в Куусамо.